# Сергий Надал
Сергий Виталиевич Надал (на украински: Сергій Віталійович Надал) е украински обществен и политически деец. От 2010 г. е кмет на град Тернопил от Всеукраинско обединение „Свобода“.

## Биография

### Образование
Завършва средно училище № 17 (1991 г.), Търговския институт в Тернопил (1995 г. – бакалавърска степен по икономика и управление на производството), Академията за национално стопанство в Тернопил (1997 г. – професионална диплома по счетоводство и одит и 2001 г. – магистърска степен по финанси) в Тернопил.

### Наемане на работа
Започва работа през 1989 г. на 14-годишна възраст в памучната фабрика в Тернопил.
От септември 2005 г. работи като началник на отдел в Държавната данъчна инспекция в Тернопилска област. В периода 2007 – 2010 г. работи като първи заместник-началник на Държавната данъчна администрация в Тернопилска област. Присъден му е ранг на съветник в данъчната служба от първи ранг. От април до юли 2010 г. работи като ръководител на Староконстантиновската регионална държавна данъчна инспекция в Хмелницка област.
От юли до ноември 2010 г. – работа в Тернопилската регионална организация на Всеукраинската обединение „Свобода“.
Член на редакционната колегия на тритомното енциклопедично издание „Тернопилска област. История на градовете и селата.“

### Политическа кариера
На 15 март 2009 г. е избран за депутат в областния съвет на Тернопил (фракция ВО „Свобода“).
Председател на Комисията по социално-икономическо развитие, индустриална политика, транспорт и комуникации, инвестиции, предприемачество и външноикономическа дейност. Ръководител на регионалната неправителствена организация „Украинци помагат на украинци“ в Тернопил.
На 31 октомври 2010 г. Сергий Надал е номиниран от политическа партия „Свобода“. Той печели с 25 988 гласа, изпреварвайки значително тогавашния кмет Роман Заставни.

### Семейство
Бащата Виталий Андрийович Надал (1950 г.) е съдов хирург, а майката Любов Степановна Надал (1950 г.) е лекар в Тернопилската градска болница за спешна помощ. Отличие на градския съвет на Тернопил (2020 г.).
Съпругата му (омъжена през 1994 г.) Олена Богданивна Надал (моминско име Вербова) е служителка в регионалния отдел на Държавния статистически комитет; дъщерята Анастасия (1995 г.) е студентка.

### Друго
Почетен президент на футболен клуб „Тернопил“.
Член на Надзорния съвет на Тернопилския държавен медицински университет на името на И. аз Горбачовски .
По религия – Гръкокатолик, верен на УГКЦ .
Активно се занимава със спорт, по-специално кънки на лед.

## Награди
- Орден на Свети апостолски княз Владимир Велики III степен (2011 г.)[4] .
- Диплома на Кабинета на министрите на Украйна (2017 г.) – за значителен личен принос в развитието на местното самоуправление, високи професионални постижения и добросъвестен труд[5]
- Орден „За заслуги“ III степен (2018 г.)[6] .
- Заслужил икономист на Украйна (23 август 2021 г.) – за значителен личен принос в изграждането на държавата, укрепването на отбранителните способности, социално-икономическото, научно-техническото, културното и образователното развитие на украинската държава, значителни трудови постижения, дългогодишен упорит труд и по случай 30-годишнината от независимостта на Украйна[7]

## Снимки
- Сергий Надал и Галина Компаниец по време на откриването на библиотека-музей „Литературен Тернопил“
- Сергий Надал получава Почетното знаме на Съвета на Европа от Виктор Руфи
- Сергий Надал говори при откриването на паметник на украинските жертви на депортация 1944 – 1946, 1951 г.
- Сергий Надал председателства 53-та сесия на Тернопилския градски съвет от шесто свикване (28 ноември 2014 г.)

## Други
- Левицький В., Яворський Г. Надал Сергій Віталійович // Тернопільський енциклопедичний словник : у 4 т. / редкол.: Г. Яворський та ін. — Тернопіль : Видавничо-поліграфічний комбінат «Збруч», 2010. — Т. 4 : А — Я (додатковий). — С. 409. — ISBN 978-966-528-318-8